# Любош Міхель
Любо́ш Міхель (словац. Ľuboš Micheľ; *16 травня 1968, Стропков) — словацький футбольний арбітр, футбольний функціонер та політик українського (русинського) походження.
Народився 16 травня 1968 року в Стропкові у (Словаччина).
Арбітр ФІФА з 1994 року.
У 1993 році він вперше обслужив матч вищого дивізіону країни, а в листопаді того ж року дебютував на міжнародній арені.
- Був арбітром на Олімпійських іграх-2000 в Сіднеї
- Обслуговував фінал Кубка конфедерацій-2005
- У 2003 році отримав право судити фінал Кубка УЄФА
- У 2008 році судив фінал Ліги чемпіонів
- Обслуговував матчі чемпіонату Європи 2004, 2008
- Був арбітром Чемпіонату світу 2006 року в Німеччині

Крім професії арбітра, Міхель освоїв спеціальності вчителя і менеджера. Говорить англійською, німецькою, польською і російськими мовами.
27 жовтня 2008 року Любош Міхель підписав контракт з футбольним клубом «Шахтар», згідно з яким він став директором відділу міжнародних змагань. Департамент відповідає за всі аспекти організаційного супроводу міжнародних змагань. В першу чергу це матчі «Шахтаря» в Лізі чемпіонів і Кубку УЄФА, крім того, словацький фахівець займався участю всіх команд футбольної академії «Шахтаря» в європейських турнірах.
У грудні 2015 року став членом Ради директорів грецького «ПАОКа».
З 1 липня 2021 року є президентом клубу «Татран» з Пряшіва..